# Haxan Films
Haxan Films est une société de production américaine dont le siège social se trouve à Orlando, en Floride. Ils sont surtout connus pour avoir produit le film d'horreur indépendant Le Projet Blair Witch. Le nom de l'entreprise est une référence à Häxan (La Sorcellerie à travers les âges), film muet dano-suédois de 1922.
L'entreprise a été fondée par cinq diplômés du programme de cinéma de l'université du centre de la Floride, Eduardo Sánchez, Gregg Hale, Daniel Myrick, Robin Cowie et Michael Monello.
La société de production a également produit la série télévisée FreakyLinks pour le réseau Fox, ainsi que les longs métrages Altered (2006), Seventh Moon (2008), Lovely Molly (2012), ainsi que Exists (2014).